# Pyramimonadophyceae
A Pyramimonadophyceae a valódi zöldmoszatok (Chlorophyta) törzsének egy monotipikus osztálya.

## Történet
A Halosphaeraceae családot Ernst Haeckel hozta létre 1894-ben, míg a Pyramimonadaceaet Korshikov 1938-ban.:61 Nakayama et al. 1998-ban a Prasinophyceae I. kládjának nevezték.
A Pyramimonast eredetileg a Prasinophyceaebe sorolták, melyről feltételezték, hogy fejlettebb zöldmoszatok őseit tartalmazza.
2014-ben hozták létre a Pseudoscourfieldiales rendet a Pseudoscourfieldia marina felfedezésével annak prazinoxantintartalma miatt. Egyetlen ismert családja eredeti (1990) neve Pseudoscourfieldiaceae volt, ezt később Pycnococcaceaere módosították.
Az osztályt 2019-ben írták le Daugbjerg et al. a Pyramimonas tatianaevel együtt, előbbi a prekambriumban jelent meg.
2024-ben a Pseudoscourfieldiales önálló Pseudoscourfieldiophyceae osztályba került át filogenomikai alapon.

## Morfológia
Összetett sejtvázában csőrendszer van, ősének feltehetően sejtfala, nagy sejtteste és a fagomixotróf táplálkozást lehetővé tevő összetett belső morfológiája volt.
Transzverzális szakaszán van a sárgásmoszatokéhoz hasonló átmeneti hélixe és egy csillag alakú szerkezete, a Pyramimonas orientalis alapi hengere a Nephroselmiséhez hasonlóan kalapszerű, míg az alapi septumot a makk-V-szerkezethez a Chlamydomonasénál hosszabb és feltűnőbb fonál kapcsolja; ezzel szemben a Pyramimonas obovata alapi hengere nem kalapszerű, és feltehetően a disztális csillagos szerkezet rövidített változata, mivel vékony átmeneti lemeznél távolabbi, középen vastagabb, és közel van a sejtfelszínhez, így átmeneti zónája a többi zöld színtestű növényhez képest egyszerű I-es típusú átmeneti zóna. A P. orientalis központi septuma a Nephroselmisénél vastagabb, és elosztó felülettel rendelkezik laterálisan. A P. orientalis spirálrostja nem egyszerű spirál – lapos részei vannak, mint egy nyílt végű hasáb, így hasonlíthat a Biliphyta kilencszögű csövére, abban tér el, hogy 9 helyett 18 lapja, vagyis páronként 2 kapcsolója van. Ezzel szemben a P. obovata páronként 4 kapcsolóval rendelkezik, azaz geometriailag közelebb van a körhöz, mivel harminchatszög alakú. Ezek feltehetően a Biliphyta NT-jéből erednek.
A Pyramimonas a pikkelyes sejtfalú valódi zöldmoszatok legfajgazdagabb nemzetsége. Felszíni pikkelyei többnyire ötszögletűek, alattuk 11 limuloid pikkelyekből álló sor van.
A Pyramimonadales úszó sejtjei 4–16 ostorúak, például a Pyramimonas tatianae 4 ostorral rendelkezik, de e rend tartalmaz mozgó sejtjeikkel szaporodó kokkoid fajokat is, míg a Pseudoscourfieldiales kétostorú vagy ostor nélküli sejteket tartalmaz, mitokondriális membránjai pirenoidjaiba fúródnak. Cisztát (fikóma) képezhetnek 1 vagy több nagy vakuólummal és hozzá tartozó rendszerekkel.
Bögre alakú kloroplasztiszuk pirenoidokkal rendelkezik, egyes fajokban szemfolt található.

## Életmód
Fagomixotróf bakterivor fajok mellett autotróf fajokat is tartalmaz.

## Genetika
Coq7 génnel rendelkezik. Az Antarktiszi-félszigethez közeli Fildes-öbölben gyakrabban észlelhetők plasztisz-16S rRNS, mint magi 18S rRNS alapján.

## Filogenetika

### Külső
Testvércsoportja a Mamiellophyceae.

### Belső
Két ismert élő rendje a Pyramimonadales és a Pseudoscourfieldiales, előbbibe tartozik két élő családja, a Pyramimonadaceae és a Halosphaeraceae. 4 fosszilis családban 57 nemzetsége van, a Tasmanites az élő Pachysphaera nemzetséghez hasonló, de azonos is lehet,:61 míg a Pterospermella a Pterosperma rokona lehet.

## Genetika
A Pyramimonas parkeae és a Cymbomonas tetramitiformis mitokondriális genomját 2017-ben szekvenálták.
4 ptDNS-szekvenciájuk ismert.

## Ökológia
A Mamiellophyceae mennyiségének csökkenése előnyös számára, és különösen erős UV-B-sugárzás mellett gyorsan tud nőni.

## Jelentőség
Az ostoros moszatok kloroplasztisza egy Pyramimonadophyceae-fajból a Lepidodiniumhoz vezető endoszimbiózis előtt alakult ki ptDNS-ük génkapcsolatai és az egyes gének hasonlósága alapján.